# Zgromadzenie Narodowe (Demokratyczna Republika Konga)
Zgromadzenie Narodowe (fr. Assemblée nationale) – izba niższa parlamentu Demokratycznej Republiki Konga (DRK). Składa się z 500 członków powoływanych na pięcioletnią kadencję. 60 deputowanych wybieranych jest w jednomandatowych okręgach wyborczych z zastosowaniem ordynacji większościowej. Pozostałych 440 pochodzi z okręgów wielomandatowych, gdzie stosuje się ordynację proporcjonalną. 

## System elekcyjny
Czynne prawo wyborcze mają obywatele w wieku co najmniej 18 lat, w dniu wyborów posiadający miejsce stałego zamieszkania na terytorium DRK. Kandydaci muszą spełniać wyższy cenzus wieku, wynoszący 25 lat. Prawa do kandydowania pozbawieni są różnego rodzaju funkcjonariusze państwowi, przy czym pojęcie to interpretowane jest szeroko i obejmuje również m.in. kierownictwo państwowych firm oraz członków komisji wyborczych. Ubiegać się o mandat nie mogą również osoby sądzone przed międzynarodowymi sądami za ludobójstwo, zbrodnie przeciwko ludzkości oraz zbrodnie wojenne, nawet jeśli w ich sprawie nie zapadł jeszcze wyrok.

## Liczba posłów dla każdego okręgu wyborczego według prowincji
Liczba posłów wybranych z każdej prowincji w nawiasach.
- Bas-Uele (7)
- Équateur (12)
- Haut-Katanga (30)
- Haut-Lomami (16)
- Haut-Uele (11)
- Ituri (28)
- Kasaï (19)
- Kasaï Central (19)
- Kasaï-Oriental (14)
- Kinshasa (55)
- Kongo Central (24)
- Kwango (12)
- Kwilu (29)
- Lomami (15)
- Lualaba (13)
- Mai-Ndombe (12)
- Maniema (13)
- Mongala (12)
- Nord-Kivu (48)
- Nord-Ubangi (8)
- Sankuru (14)
- Sud-Kivu (32)
- Sud-Ubangi (16)
- Tanganyika (15)
- Tshopo (16)
- Tshuapa (10)